# Наташа Лучанин
Наталија Наташа Лучанин (Београд, 16. август 1965) српска је глумица. Глумица Наталија Наташа Лучанин позната је по својој малој али значајној улози Јулијане Влаkић у филму Ми нисмо анђели, први део. Јулијана у филму игра фаталну заводница коју на крају првог дела филма Никола одбија када му изговори чувено питање: “Да ли си икад водио љубав на подијуму за игру?”. Наташа је глумила и у другим филмовима, као што су Лепа села, лепо горе, Црни бомбардер...

## Улоге
Филмови у којима глуми Наташа Лучанин:
| Год.       | Назив                               | Улога               |
| ---------- | ----------------------------------- | ------------------- |
| 1980-е     |                                     |                     |
| 1986.      | Мис                                 |                     |
| 1986.      | Лијепе жене пролазе кроз град       |                     |
| 1986.      | Ловац против топа                   | Лажна вереница Елза |
| 1987.      | Телефономанија                      |                     |
| 1988.      | Чавка                               |                     |
| 1988.      | Ортаци                              | Дара                |
| 1989.      | Специјална редакција (ТВ серија)    | Наташа              |
| 1990-е     |                                     |                     |
| 1990.      | Чудна ноћ                           |                     |
| 1991.      | Најтоплији дан у години             |                     |
| 1992.      | Јуриш на скупштину                  | Милкина сестричина  |
| 1992.      | Ми нисмо анђели                     | Јулијана Владић     |
| 1992.      | Црни бомбардер                      | Тања                |
| 1993.      | Рај (ТВ)                            | Проститутка         |
| 1994.      | Полицајац са Петловог брда (серија) | Анђела              |
| 1995.      | Знакови (ТВ)                        |                     |
| 1994−1995. | Театар у Срба                       |                     |
| 1996.      | Лепа села лепо горе                 | болничарка          |
| 2020-е     |                                     |                     |
| 2021.      | Коло среће                          | Јованка Берић       |